# Гусев, Сергей Иванович (Герой Советского Союза)
Серге́й Ива́нович Гу́сев (28 августа 1918, Липецк — 21 января 1945, Восточная Пруссия) — Герой Советского Союза, участник Великой Отечественной войны. Заместитель командира 2-го стрелкового батальона 664-го стрелкового полка 130-й стрелковой дивизии, 28-й армии, 3-го Белорусского фронта капитан, уроженец Липецка.

## Биография
Родился 28 августа 1918 года в Липецке в семье рабочего-каменотёса. Русский. По окончании школы-семилетки в 1936 году поступил в школу ФЗУ при заводе «Свободный Сокол», получил специальность машиниста электрокрана.
В 1937 году призван в Красную Армию. Действительную военную службу проходил в Забайкалье. В конце 1940 года вернулся в Липецк на родной завод. Уже в Липецке окончил курсы младших политруков запаса.
В Красной Армии с октября 1941 года. Окончил курсы младших политруков. В боях Великой Отечественной войны с октября 1941 года. Боевое крещение С. И. Гусев получил под Ленинградом, где был тяжело ранен в боях на Синявинских высотах в 1942 году. Отличился во время жестоких боёв зимой 1942 года под Сталинградом. Вместе со своей частью освобождал от врага Донбасс, Таганрог, Николаев, форсировал Днепр, изгонял фашистов из Белоруссии и Литвы, воевал в Восточной Пруссии. Несколько раз был тяжело ранен, но каждый раз возвращался в строй.
13 января 1945 года началась наступательная операция советских войск в Восточной Пруссии — Гумбинненский прорыв. На Гумбиннен была нацелена 130-я стрелковая дивизия.
Заместитель командира 2-го стрелкового батальона 664-го стрелкового полка 130-й стрелковой дивизии, 28-й армии, 3-го Белорусского фронта капитан Сергей Гусев в период с 13 по 18 января 1945 года со своим батальоном принимал участие в боях по прорыву вражеской обороны в районе города Гумбиннен (ныне город Гусев Калининградской области).
18 января 1945 при отражении контратаки гитлеровцев в бою за опорный пункт Гросс-Байтчен (ныне Подгоровка Гусевского района) был тяжело ранен командир 6-й роты. Капитан Гусев принял командование на себя и поднял роту в атаку. В этом бою он тяжело ранен: в грудь пришлась очередь из автомата. Через трое суток, не приходя в сознание, С. И. Гусев скончался в госпитале.

В январе 1945 года под Гумбинненом немецкая пехота, артиллерия и танки пытались отбросить наступавшие советские войска назад, к Литве. Здесь героически сражалась группа бойцов во главе с капитаном С. И. Гусевым. В жестоком рукопашном бою на подступах к Гумбиннену Сергей Иванович погиб. А через три дня его батальон первым ворвался в Гумбиннен (в 1946 году переименован в город Гусев).
— Дважды Герой Советского Союза  Маршал Советского Союза  Василевский А.М.  Дело всей жизни.   -  М: Политиздат, 1975.- С.513.
Первоначально был похоронен в братской могиле в посёлке Тракенен Восточной Пруссии (ныне Ясная Поляна в Нестеровском районе Калининградской области. 8 мая 1953 года останки С. И. Гусева из посёлка Ясная Поляна, перенесены в город Гусев Калининградской области и захоронены у памятника на проспекте Ленина.

## Награды
- Указом Президиума Верховного Совета СССР от 19 апреля 1945 года за мужество и героизм, проявленные в борьбе с немецко-фашистскими захватчиками, капитану Гусеву Сергею Ивановичу посмертно присвоено звание Героя Советского Союза.
- Орден Ленина (19.04.1945).
- Орден Отечественной войны I степени (17.09.1944)[4].
- Орден Отечественной войны II степени (14.04.1944)[5].
- Орден Красной Звезды (15.04.1943)[6].

## Память
Указом Президиума Верховного Совета РСФСР «Об административно-территориальном устройстве Калининградской области» от 7 сентября 1946 года Гумбинненский район переименован в Гусевский район. Этим же Указом город Гумбиннен переименован в город Гусев в честь Героя Советского Союза капитана Гусева С. И., павшего в бою во время Гумбинненского прорыва.
В центре города Гусев и в селе Подгоровка Гусевского района Калининградской области установлены памятники в честь Героя. В 1968 году учащиеся гусевской средней школы № 3 на средства, полученные от сдачи металлолома, поставили возле своей школы памятник Герою Советского Союза С. И. Гусеву.
Памятная доска с барельефом Героя установлена на фасаде главного здания станции «Гусев».
В Липецке в 1958 году имя Гусева присвоено улице. На мемориальном комплексе на площади Героев находится вылитый из бронзы портрет С. И. Гусева.

## Комментарии
1. ↑  На территории современной Калининградской области.
2. ↑  Согласно базе данных погибших политработников в ОБД «Память народа», дате на памятнике на могиле Героя, публикации в «Красной Звезде» от 19.10.2018 г., Книге Памяти Калининградской области «Назовём поименно»[1]. В литературе часто ошибочно указывают датой гибели дату совершения подвига С. И. Гусева — 18 января 1945 года, хотя в этот день он был смертельно ранен и скончался через трое суток в госпитале. Например, дата гибели 18 января ошибочно указана в наградном листе на присвоение С. И. Гусеву звания Героя Советского Союза, её же указал Маршал Советского Союза А. М. Василевский в своих мемуарах «Дело всей жизни».